# Левандівське озеро
Левандівське озеро — штучна водойма у Залізничному районі міста Львова в місцевості Левандівка, розташована між вулицями Повітряною, Ганкевича та Львівським холодокомбінатом. Площа озера 1,9 га.

## Опис
Озеро є частиною парку «Озеро Левандівське» загальною площею 3,8702 га, із західної частини якого, від вулиці Ганкевича зростають дерева, а зі східного розташована сама водойма. Львівська міська рада затвердила його як парк у 2010 році. Парк на розі вулиць Повітряної та Ганкевича межує з рестораном «На Озері» (ПП «Гурман»).
Наповнення озера відбувається зі свердловини, інших шляхів наповнення які б суттєво впливали на рівень в ньому води, воно не має. Атмосферні опади не суттєво впливають на наповнення Левандівського озера.

## Історія
Озеро в парку з'явилося випадково у 1950-х роках під час будівництва львівського холодокомбінату та прокладання вулиці Левандівської. На місці озера був кар'єр, де видобували пісок для будівельних робіт. У радянські часи озеро використовували як технічну водойму для охолодження морозильних установок львівського холодокомбінату. 
2012 року обговорювалася можливість спорудження на озері вейкбордично-реверсивної (лінійної) канатної дороги.
В управлінні екології Львівської міської ради розробили концепцію розвитку та оновлення узбережжя Левандівського озера. На березі Левандівського озера хочуть облаштувати міський пляж.
У 2025 році відремонтували аварійний східний берег, шляхом залиття монолітної залізобетонної підпірної стіни.

## Світлини

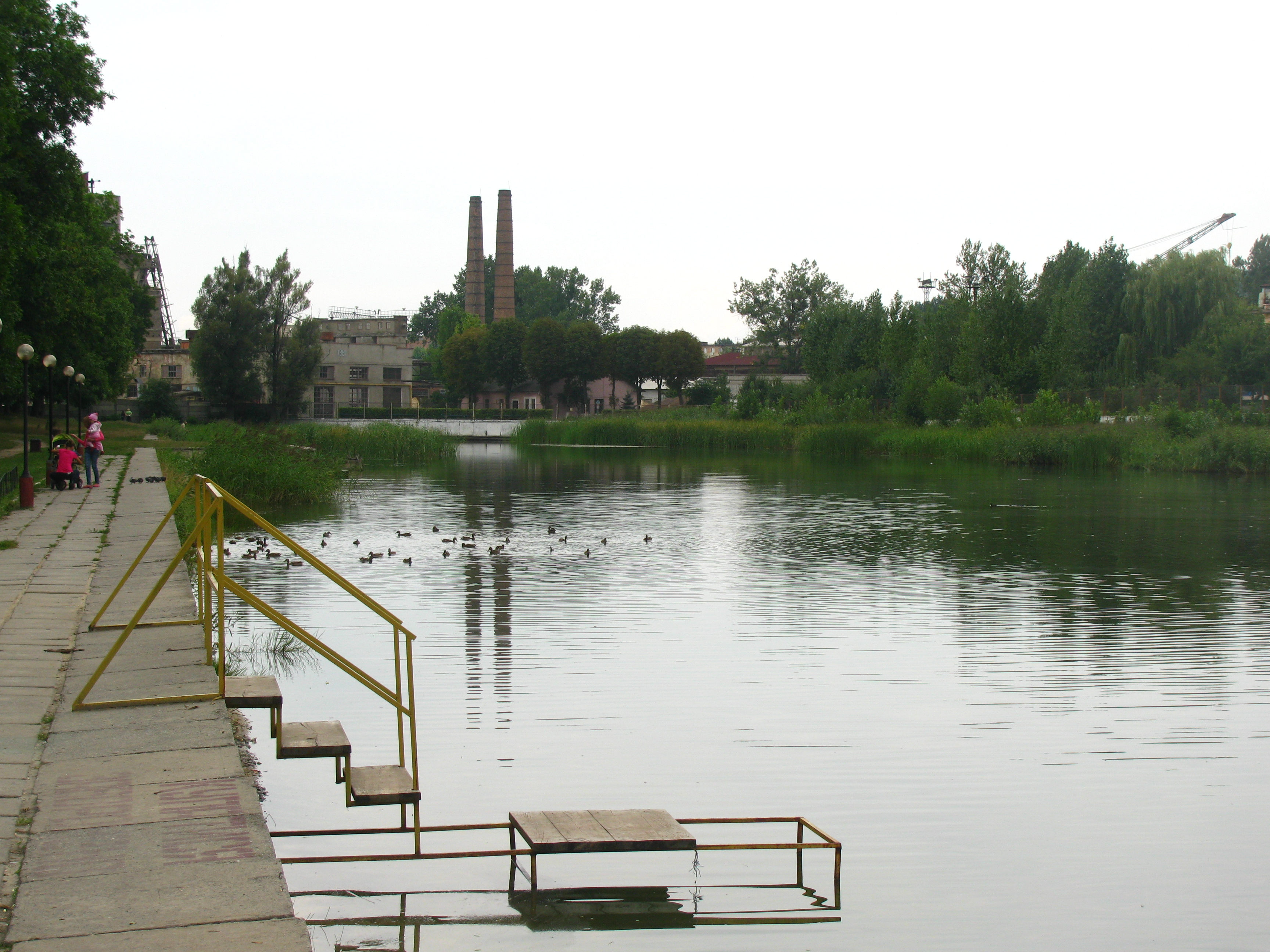
Вигляд на озеро від вул. Повітряної
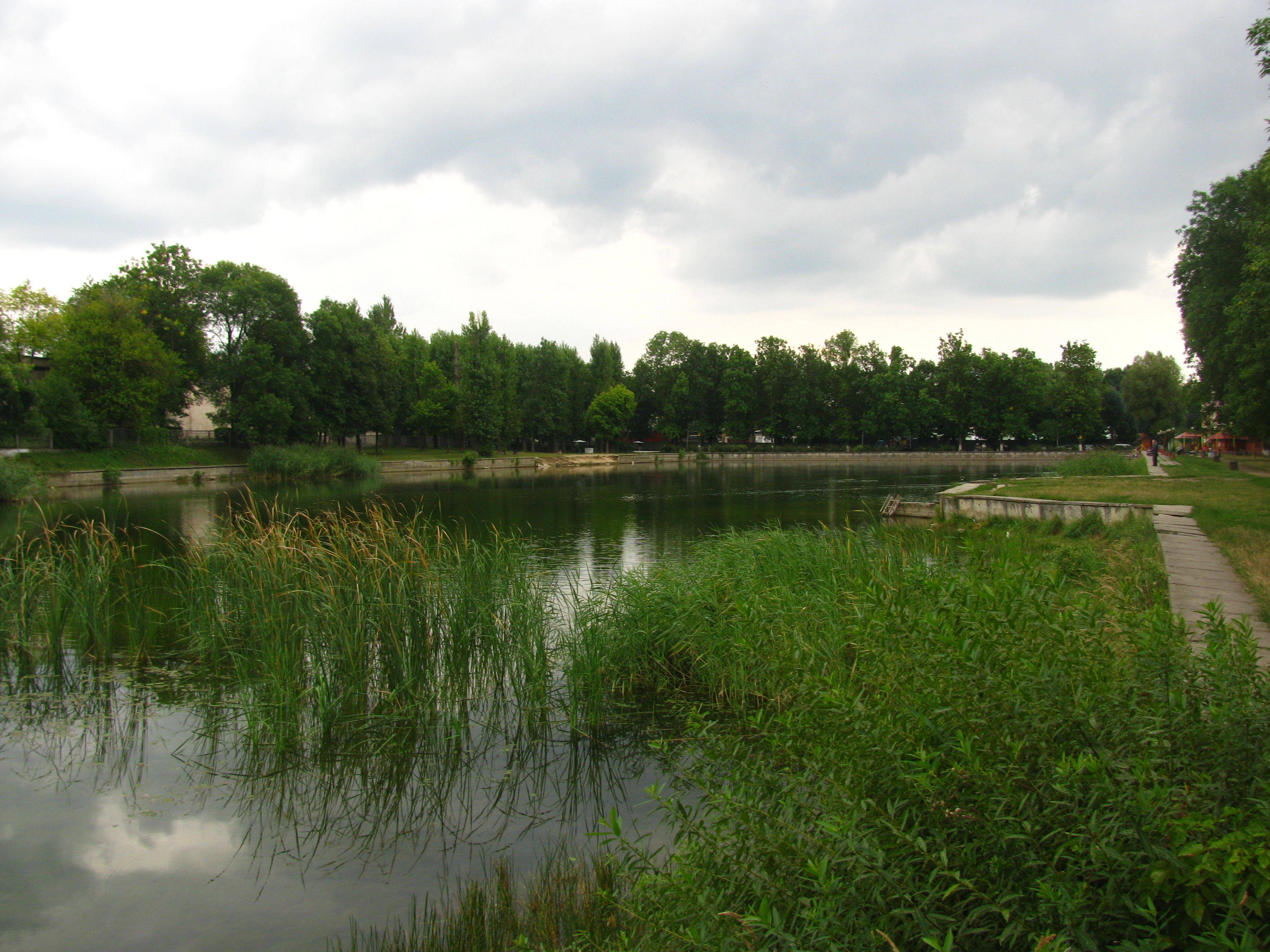
Вигляд на озеро у бік вул. Повітряної
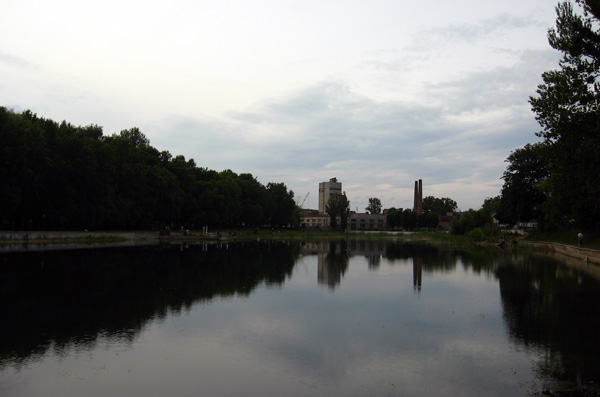
Озеро ввечері
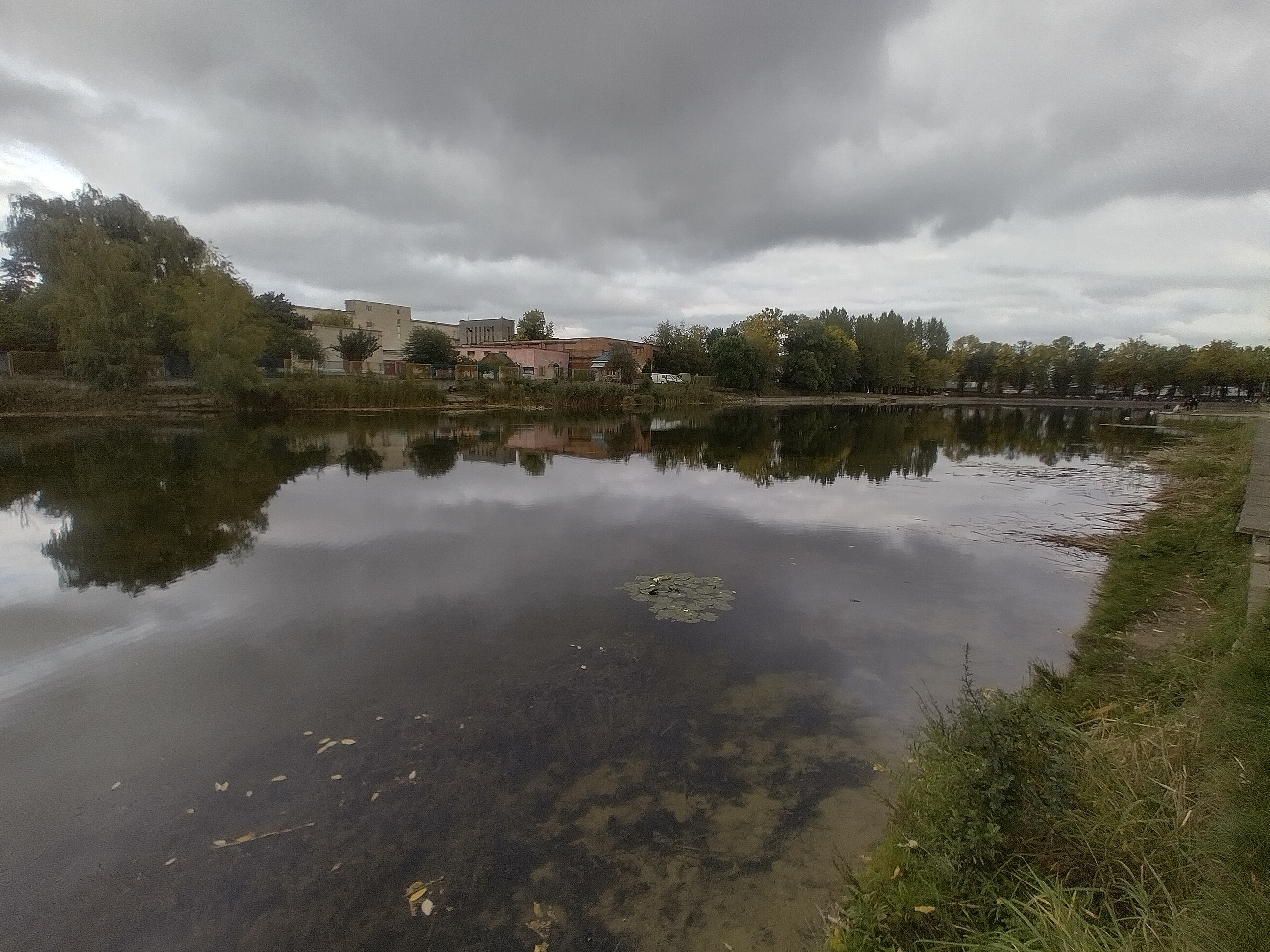
Панорамний вигляд на озеро